# Filipínská pobřežní stráž
Filipínská pobřežní stráž je pobřežní stráží Filipín. Mezi její úkoly patří ochrana výsostných vod země, kontrola námořní plavby a rybolovných oblastí nebo záchranné operace. Filipíny jsou ostrovní stát, tvořený přibližně 7500 ostrovy, jehož pobřeží o délce 36 000 kilometrů je páté nejdelší na světě. K roku 2019 stráž provozovala více než 500 plavidel různé velikosti. Jen malou část však představují moderní hlídkové lodě. Plavidla pobřežní stráže mají prefix BRP.

## Historie

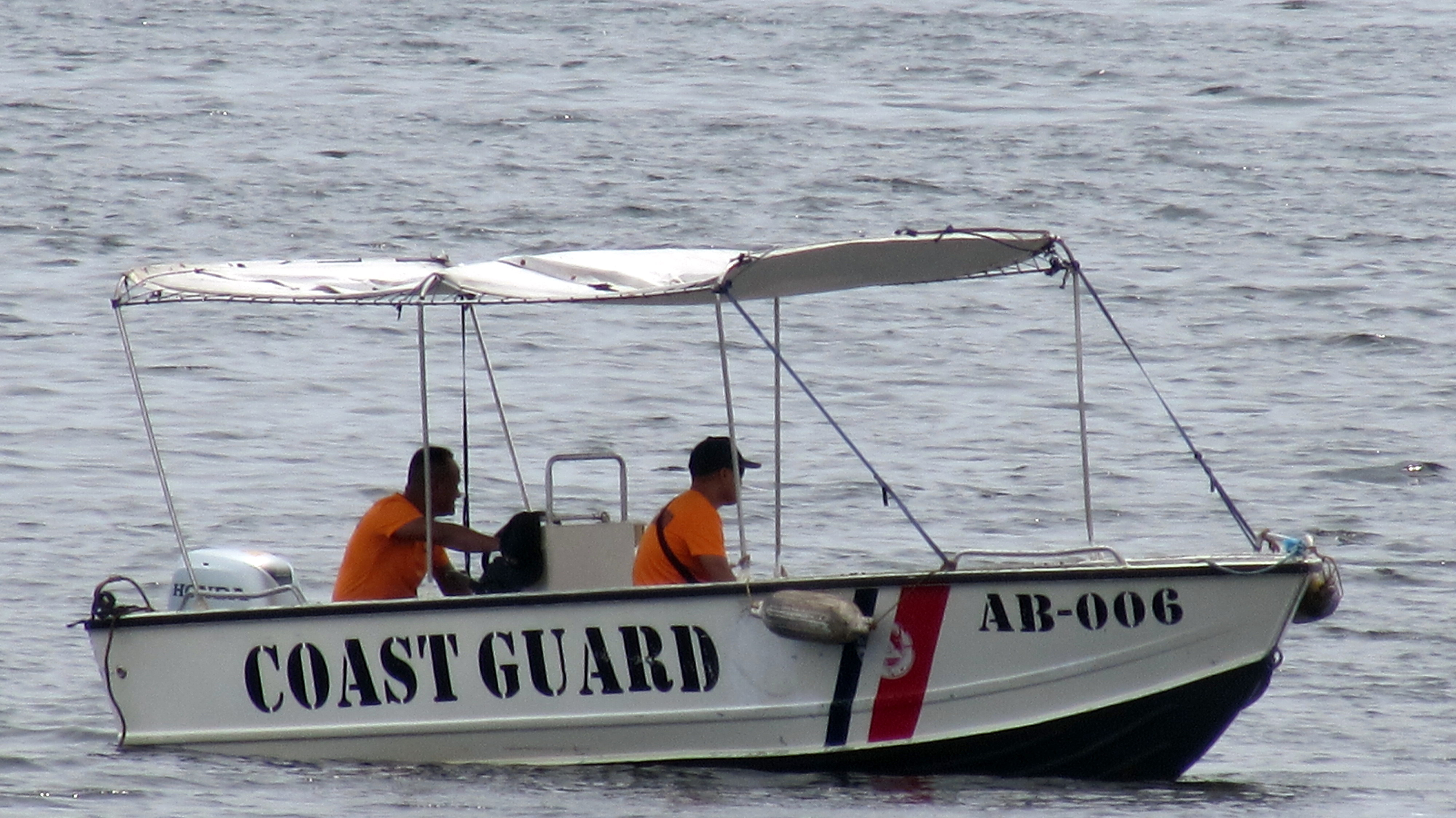
Nejpočetnější plavidla pobřežní stráže představují malé motorové čluny

Filipínská pobřežní stráž má dlouhou tradici. Již v letech 1901–1905 v rámci policie fungoval Úřad pobřežní stráže a dopravy (Bureau of Coast Guard and Transportation). V roce 1946 Filipíny získaly nezávislost a založily válečné námořnictvo, které zároveň plnilo úkoly obvyklé pro pobřežní stráž. Filipínská pobřežní stráž byla v rámci námořnictva zformována roku 1967, zachovávala si však svůj vojenský charakter, přičemž její rozvoj omezoval i nedostatek financí. V roce 1998 byla pobřežní stráž zcivilněna převedením pod ministerstvo dopravy. Ve stejné době začal její výraznější rozvoj. Jejím prvním projevem bylo zakoupení osmi plavidel tříd San Juan a Ilocos Norte sloužících zejména pro mise SAR. V letech 2000–2004 je dodala australská loděnice Tenix, přičemž na ně dala Asutrálie výhodnou půjčku. V další dekádě již významnější akvizice neproběhla.
Soudobý rozvoj filipínské pobřežní stráže probíhá v kontextu stále asertivněji prosazovaných teritoriálních nároků Čínské lidové republiky. ČLR v rámci své expansivní strategie „Linie devíti čar“ začala nárokovat rozsáhlé oblasti Jihočínského moře. Filipín se dotýkají zejména nároky na oblasti Spratlyho ostrovů. Filipíny se proto snaží posilovat schopnosti své pobřežní stráže, přestože Čínská pobřežní stráž ji bude svou velikostí vždy převyšovat. V minulosti se kvůli slabosti pobřežní stráže do incidentů často zapojovaly i válečné lodě filipínského námořnictva. Například v roce 2012 filipínské námořnictvo vyslalo svou novou vlajkovou loď a zároveň největší jednotku BRP Gregorio del Pilar do oblasti Scarborough Shoal, aby zasáhla proti čínským rybářským lodím. Mnohem vhodnější a efektivnější je přitom nasazování kutrů pobřežní stráže. Už z toho důvodu, že jednostranné nasazení válečných lodí může být druhou stranou označováno jako eskalace napětí ze strany Filipín. Nasazení plavidel pobřežní stráže je ve sporných vhodnější, a proto své stráže kromě Filipín v posledních letech rozvíjí řada dalších asijských států, například Vietnam, Indonésie, nebo Malajsie.
S rozvojem schopností Filipínské pobřežní stráže zemi významně pomáhá Japonsko. Roku 2015 Filipíny získaly půjčku na stavbu deseti hlídkových lodí třídy Parola, které jsou derivátem hlídkových lodí Japonské pobřežní stráže třídy Bizan. Dodány byly v letech 2016–2018. Ve druhé fázi byly objednány dvě oceánské hlídkové lodě Multi-Role Response Vessel (MRRV), které jsou derivátem japonské třídy Kunigami a mají být dodány do roku 2022. USA pomáhají například s výcvikem. Expanze stráže pokračovala i po nástupu prezidenta Duterteho. Například na rok 2019 byl naplánován personální nárůst o 4000 a na rok 2020 o dalších 6000 osob, takže by stráž tvořilo celkem 23 000 osob (v námořnictvu jich ve stejné době sloužilo 16 000).
Roku 2020 byla do služby zařazena oceánská hlídková loď Gabriela Silang (OPV-8301) a ve filipínské pobočce loděnice Austal na ostrově Cebu je připravována stavba série hlídkových lodí, představujících zvětšenou a vrtulníkem vybavenou verzi australské třídy Cape.
Roku 2024 se Francie rozhodla poskytnout filipínské pobřežní stráži 40 hlídkových plavidel a logistickou podporu s cílem posílit schopnosti Filipín v oblasti námořní bezpečnosti. V dubnu 2025 byl jako dodavatel těchto plavidel vybrána francouzská loděnice OCEA. Dne 22. května 2025 byla plavidla objednána. Budou vycházet z typu FPB 110 Mk.II.

## Složení

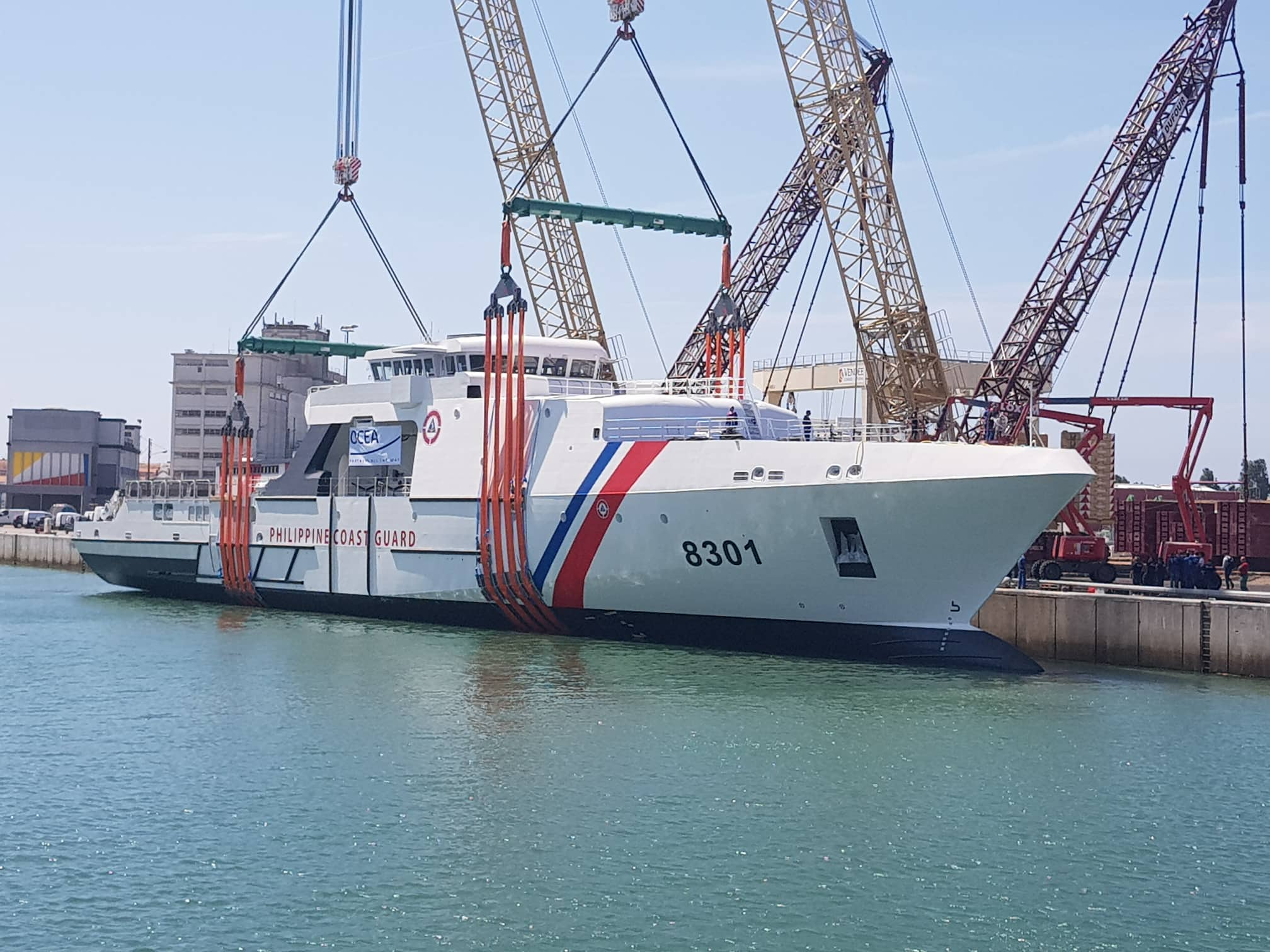
Oceánská hlídková loď Gabriela Silang (OPV-8301)

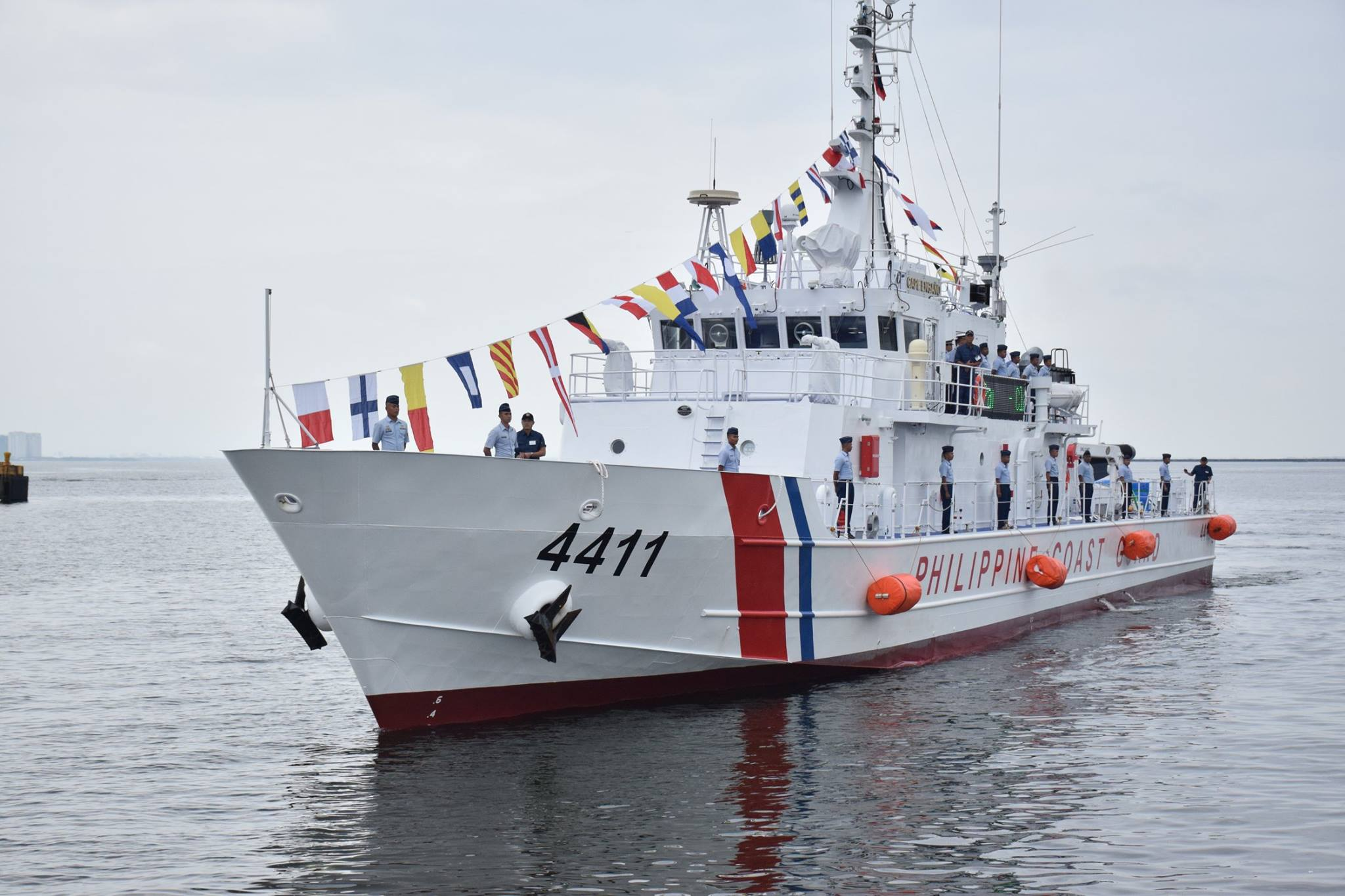
Oceánská hlídková loď Cape Engaño (MRRV-4411)

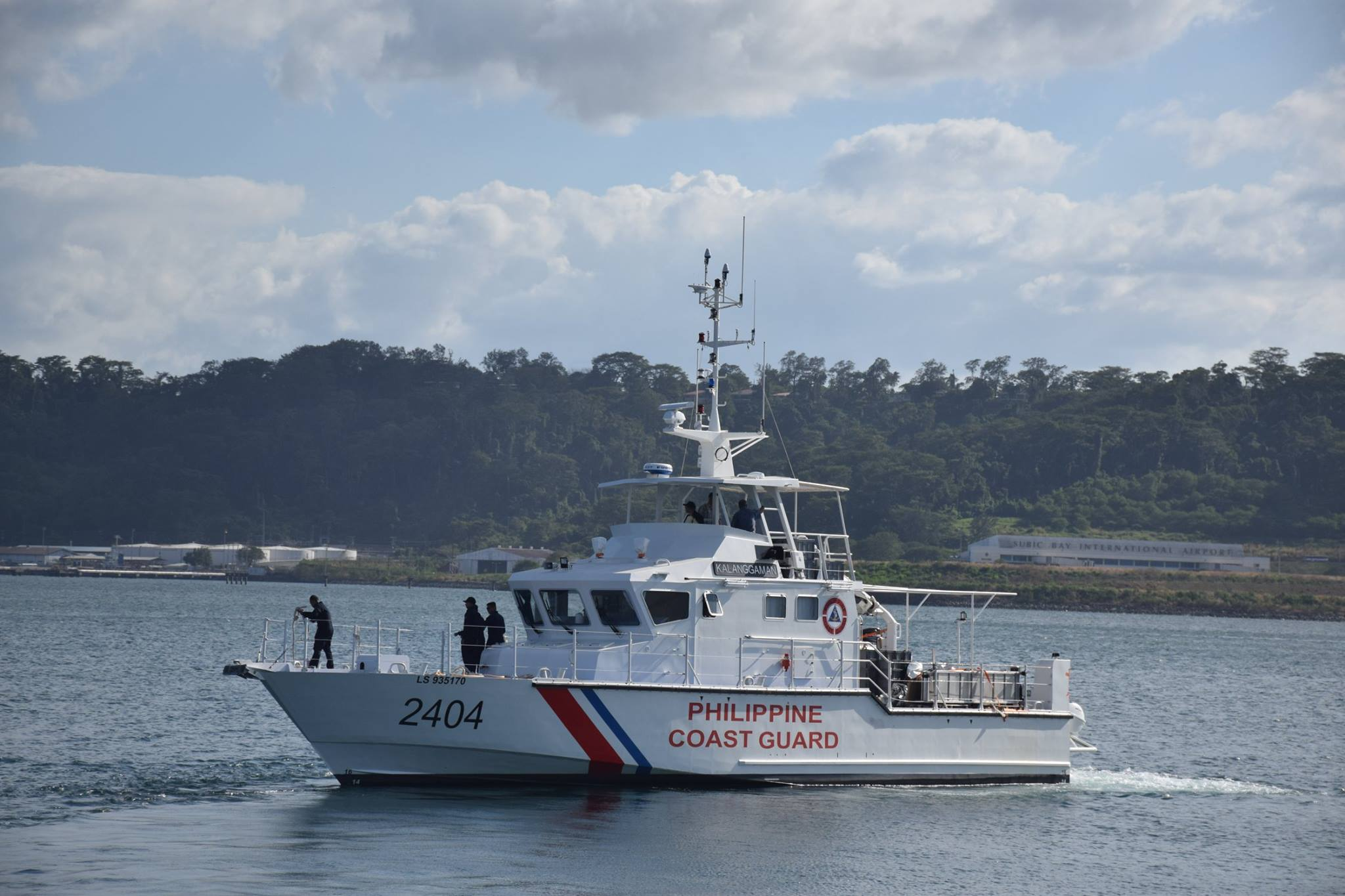
Filipínský člun Kalanggaman (2404) třídy Boracay francouzské loděnice OCEA

- Třída Teresa Magbanua – oceánská hlídková loď, derivát japonské třídy Kunigami
  - Teresa Magbanua (MRRV-9701)
  - Melchora Aquino (MRRV-9702)

- Gabriela Silang (OPV-8301) – oceánská hlídková loď

- Třída Parola
  - Tubbataha (MRRV-4401)
  - Malabrigo (MRRV-4402)
  - Malapascua (MRRV-4403)
  - Capones (MRRV-4404)
  - Suluan (MRRV-4406)
  - Sindangan (MRRV-4407)
  - Cape San Agustin (MRRV-4408)
  - Cabra (MRRV-4409)
  - Bagacay (MRRV-4410)
  - Cape Engaño (MRRV-4411)

- Třída Ilocos Norte
  - Ilocos Norte (SARV-3501)
  - Nueva Vizcaya (SARV-3502)
  - Romblon (SARV-3503)
  - Davao del Norte (SARV-3504)

- Třída San Juan – primárně pro mise SAR
  - San Juan (SARV-001)
  - EDSA II (SARV-002)
  - Pampanga (SARV-003)
  - Batangas (SARV-004)

- Třída Boracay (typ FPB 72 MKII) (4 ks)

## Plánované akvizice
- Třída Teresa Magbanua (5 ks)
- FPB 110 Mk.II – hlídkové lodě (40 ks)